# Richard Dufallo
Richard Dufallo (* 30. Januar 1933 in Whiting, Indiana; † 16. Juni 2000 in Denton, Texas) war ein US-amerikanischer Klarinettist und Dirigent. Er war ein Förderer Neuer Musik.

## Leben
Dufallo zog zwölfjährig mit der Familie nach Chicago, Illinois. Er studierte ebendort von 1950 bis 1953 Klarinette am American Conservatory of Music und spielte im Civic Orchestra of Chicago. Von 1953 bis 1955 diente er in der United States Navy. Im Anschluss studierte er Komposition und Dirigieren (bei Lukas Foss) an der University of California, Los Angeles. Foss lud ihn in das Improvisation Chamber Ensemble ein.
In den 1960er Jahren begann er seine Dirigentenkarriere beim Buffalo Philharmonic Orchestra in Buffalo, New York. Dufallo lehrte am Center for Creative and Performing Arts an der State University of New York und studierte bei William Steinberg am Dirigentenseminar der New Yorker Philharmoniker. Von 1965 bis 1967 war er Assistent von Leonard Bernstein bei den New Yorker Philharmonikern. 1967 begleitete er das Orchester auf einer Asienreise. Danach war er Gastdirigent beim Philadelphia Orchestra, beim Chicago Symphony Orchestra und beim Saint Paul Chamber Orchestra. 1969 bildete er sich bei Pierre Boulez fort. Außerdem wurde er künstlerischer Leiter und damit Nachfolger von Darius Milhaud bei der Conference on Contemporary Music in Aspen. In den 1970er und 1980er unterrichtete er Neue Musik an der Juilliard School in New York City und beim Aspen Music Festival and School. Er verantwortete zahlreiche Ur- (Iannis Xenakis, Karlheinz Stockhausen, Sir Peter Maxwell Davies, Krzysztof Penderecki, Aribert Reimann u. a.) und Erstaufführungen (Jacob Druckman, Elliott Carter, Charles Ives, Carl Ruggles u. a.) von Werken zeitgenössischer Komponisten.
1970 debütierte er mit dem Orchestre Téléphonique Français of Paris in Europa. Er dirigiert u. a. die Berliner Philharmoniker, das London Symphony Orchestra und das Spanische Nationalorchester. 1975 dirigierte er das erste Mal das Concertgebouw-Orchester. Tourneen unternahm er mit dem Netherlands Wind Ensemble und mit der Dutch Radio Philharmonic. Rundfunkaufnahmen entstanden mit dem Rotterdams Philharmonisch Orkest. 1980 wurde er Musikdirektor des Gelders Orchestra of Arnheim.
Von 1972 bis 1974 dirigierte er die Mini-Met der Metropolitan Opera sowie regelmäßig die Cincinnati Opera und die New York City Opera.
Er war mit der Pianistin Pamela Mia Paul verheiratet und Vater von drei Kindern. In seinem Namen wurde an der University of North Texas, wo seine Frau Professorin war, ein Stipendiumprogramm eingerichtet. In der University of North Texas Music Library wird die Richard Dufallo Collection überliefert.